# Roland Guillas
Roland Guillas (Lorient, 23 settembre 1936 – Mérignac, 9 novembre 2022) è stato un calciatore francese, di ruolo centrocampista.

## Carriera

### Club
Vestè le divise di Lorient, Bordeaux, Saint-Étienne, Grenoble, Rouen e Angoulême. Disputò 540 incontri di campionato realizzando 90 marcature.
Scese in campo 264 volte con i colori del Bordeaux, società che rappresentò per 9 stagioni, siglando 55 gol.

### Nazionale
Esordì il 3 dicembre del 1958 contro la Grecia (1-1). Il 28 settembre 1960 realizzò una rete alla Nazionale polacca (2-2).

## Palmarès

### Club

#### Competizioni nazionali
- Coupe de France: 1

Saint-Étienne: 1961-1962